# Flaskepost fra P (bog)
Flaskepost fra P er en dansk krimiroman fra 2009, skrevet af Jussi Adler-Olsen. Det er 3. bind i serien om Afdeling Q, og efterfølger romanen Fasandræberne fra 2008. Bogen blev i 2016 filmatiseret, instrueret af Hans Petter Moland.

## Handling
Politikommissær Carl Mørck får ad omveje overdraget en gammel flaskepost, som har stået hengemt i et hjørne på en skotsk politigård, hvor den har stået i mange år. Brevet er udvisket, men ordet "HJÆLP" toner frem. Carl og Assad får stykket brevet sammen, og er efterhånden på sporet af en gammel og uhyggelig sag fra 1990'erne, hvor to drenge forsvandt sporløst. Deres forældre har aldrig meldt dem savnet. Jo dybere de graver i sagen, des mere trækkes de ind i en stadig aktiv kidnappers net.

## Priser og nomineringer
2010 - Danmark modtaget Harald Mogensen-prisen uddelt af Det Danske Kriminalakademi
2010 - Skandinavien modtaget Glasnøglen uddelt af Skandinaviska Kriminalsälskapet
2013 - Sverige modtaget Årets Lydbog
2014 - USA Nomineret til The Barry Award for Best Novel 2014